# Vinadio
Vinadio ist eine italienische Gemeinde in der Provinz Cuneo, Region Piemont.

## Lage und Einwohner
Vinadio liegt 35 km südwestlich von der Provinzhauptstadt Cuneo entfernt im Tal der Stura di Demonte in den Seealpen. Das Gemeindegebiet umfasst eine Fläche von 182 km² und hat 576 Einwohner (Stand 31. Dezember 2023). Die Gemeinde besteht aus den Fraktionen (Frazioni) Bagni di Vinadio, Besmorello, Callieri, Castellar delle Vigne, Goletta, Neraissa, Pianche, Podio Soprano, Podio Sottano, Pratolungo, Roviera, Sagna, San Bernolfo, Sant’Anna di Vinadio und Strepeis.
Sie ist die größte Gemeinde in der Provinz Cuneo und die zweitgrößte im ganzen Piemont, nach der Provinz Alessandria. Seinen höchsten Punkt erreicht er auf dem Gipfel des Cima di Corborant (3.010 m), der gleichzeitig die Grenze zu Frankreich bildet.
Die Nachbargemeinden sind Aisone, Demonte, Isola, Pietraporzio, Saint-Étienne-de-Tinée, Sambuco und Valdieri.

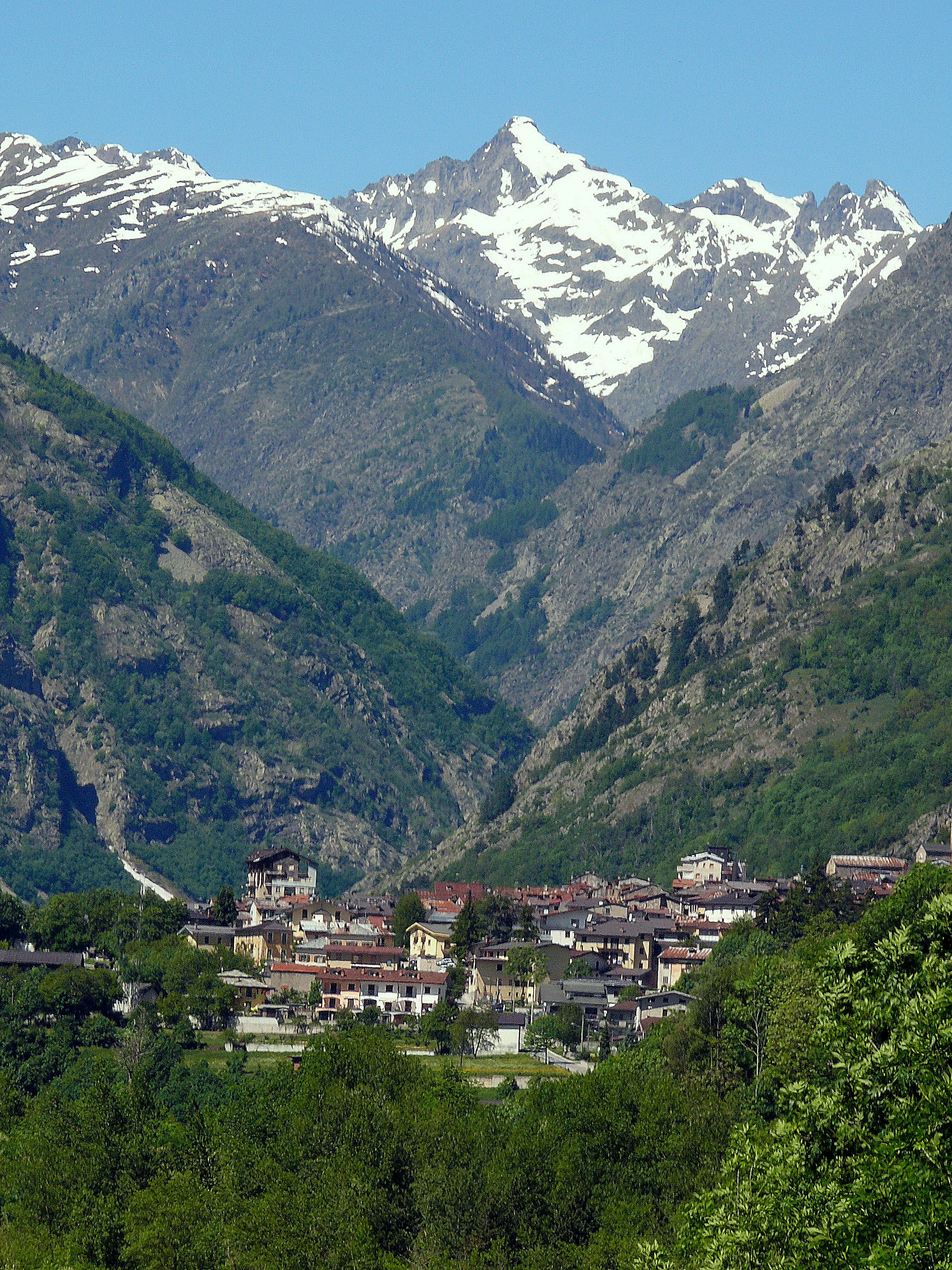
Panorama

## Geschichte

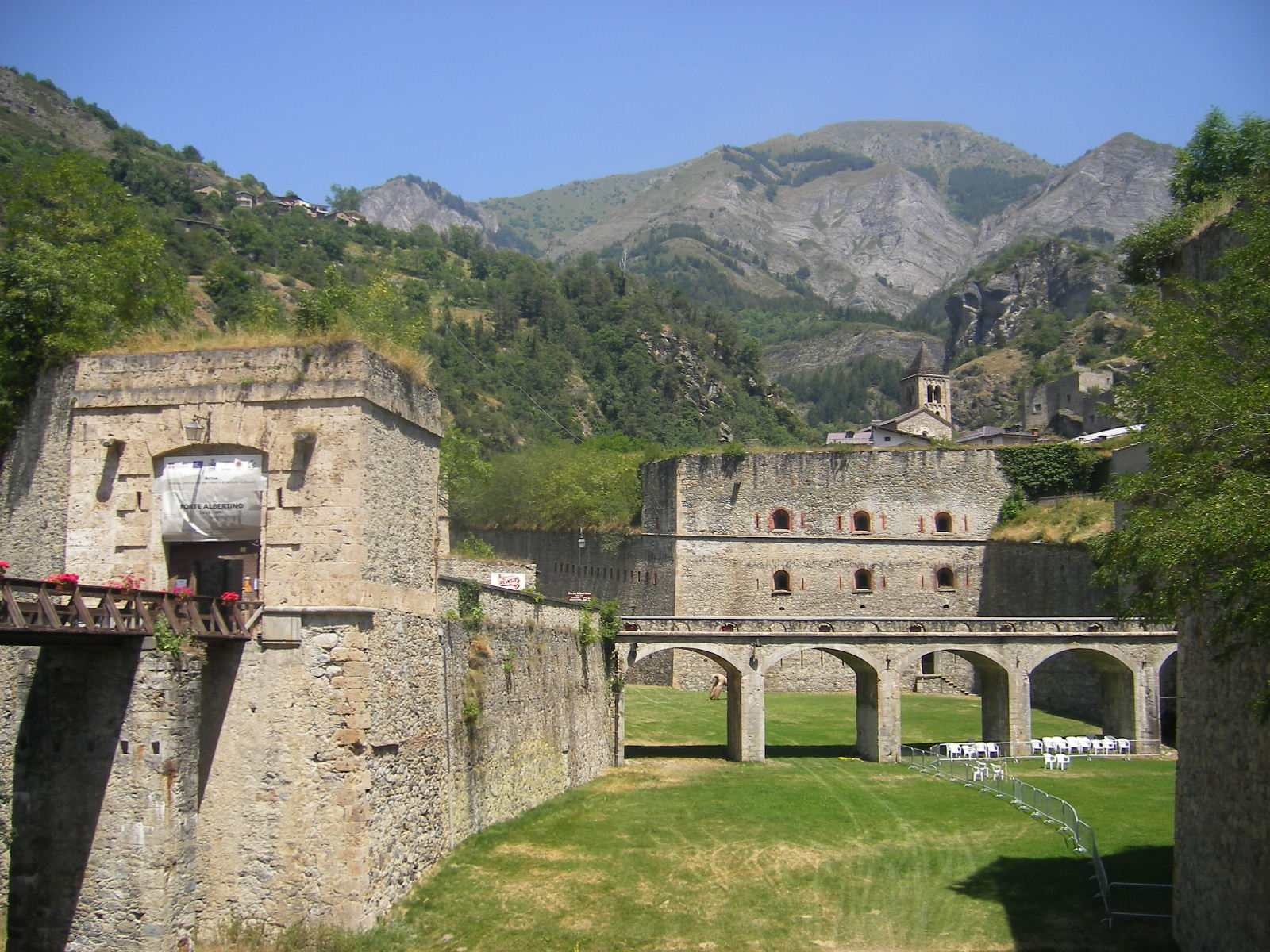
Festung in Vinadio

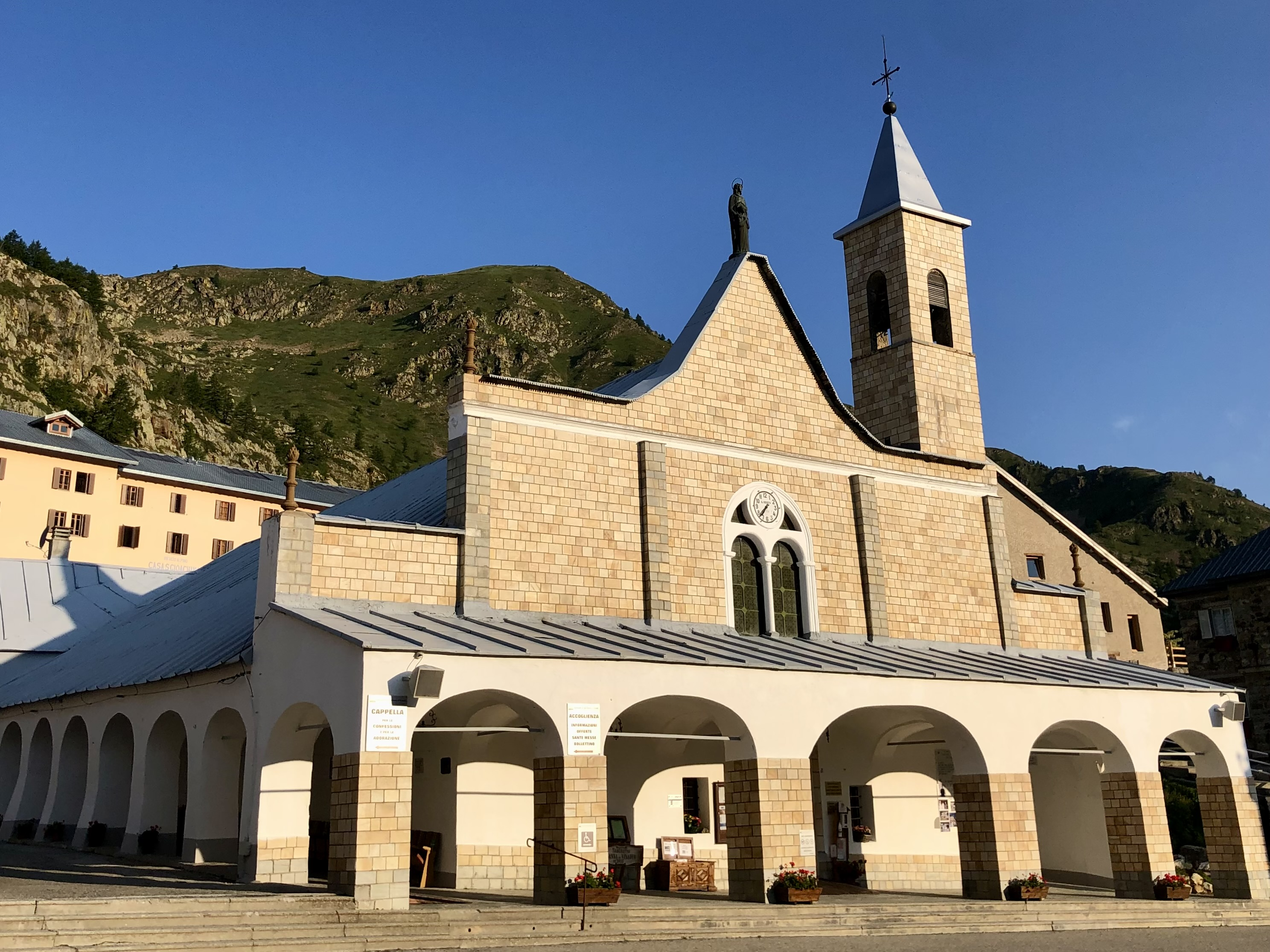
Wallfahrtskirche Sant'Anna

Vinadio wurde 1240 als Gemeinde gegründet und ging an die Markgrafen von Saluzzo, an die d'Angiò und anschließend an die Familie Savoyen über. Es war, wie die anderen Gemeinden im Tal, den Einfällen der Armeen ausgesetzt, die es passieren mussten, um die Po-Ebene zu erreichen. In den Jahren des Befreiungskrieges war es an zwei entscheidenden Momenten beteiligt, den Kämpfen zwischen Partisanen und Deutschen im Jahr 1943 und denen von 1944.
Bis 1947 umfasste das Gemeindegebiet auch das obere Ciastiglione-Tal, das danach an Frankreich fiel.

## Sehenswürdigkeiten
- Fort Albertino, Forte di Vinadio, das um 1830 von König Carlo Alberto erbaut wurde.
- Die Pfarrkirche San Fiorenzo aus dem 15. Jahrhundert, die in ihrem Inneren ein reiches Erbe sakraler Kunst bewahrt.
- Interessant sind auch einige in der Gegend verstreute Kapellen, die immer noch mit Strohdächern versehen sind.
- Die Wallfahrtskirche Sant’Anna im Ortsteil Sant’Anna di Vinadio, die 1682 erbaut und mehrmals renoviert wurde. Sie ist eine der höchstgelegenen christlichen Kultstätten (Heiligtum) der Alpen, gilt auch als die höchstgelegene Klosteranlage (2035 Meter).[3]

## Persönlichkeiten
- Stefania Belmondo, Skilangläuferin, 1969 in Vinadio geboren.

## Wirtschaft
In Vinadio wird an zwei Quellen das Mineralwasser für Acqua Sant’Anna gewonnen. 2009 erreichte die Firma Acqua Sant’Anna S.p.A. einen Marktanteil von 12 % in Italien.